# Fairy Meadow
Fairy Meadow är en förort i Australien. Den ligger i kommunen City of Wollongong och delstaten New South Wales, i den sydöstra delen av landet, 190 km nordost om huvudstaden Canberra. Fairy Meadow ligger 9 meter över havet och antalet invånare är 6 424.
Terrängen runt Fairy Meadow är kuperad åt nordväst, men österut är den platt. Havet är nära Fairy Meadow österut. Trakten är tätbefolkad. Närmaste större samhälle är Wollongong, 3,0 km söder om Fairy Meadow. 